# Лучиця (річка)
Лучиця — річка в Україні, у Бородянському районі Київської області. Ліва притока Здвижу (басейн Дніпра).

## Опис
Довжина річки приблизно 7,4 км.

## Розташування
Бере початок на північному заході від Небрата. Тече переважно на південний схід і на північному сході від Берестянки впадає у річку Здвиж, праву притоку Тетерева.
Річку перетинає автомобільна дорога Т 1019.